# Roerend erfgoed
Roerend erfgoed is erfgoed dat 'verplaatsbaar' is (in tegenstelling tot onroerend erfgoed) en 'tastbaar' (in tegenstelling tot immaterieel cultureel erfgoed). Mobiel erfgoed, zoals vaartuigen, railvoertuigen, wegvoertuigen en vliegtuigen, heeft binnen roerend erfgoed een aparte status.
Het roerende erfgoed kent vele gedaanten, zoals:
- museumcollecties,
- delen van kerkelijk en religieus erfgoed (iconen, relikwieën, kerkelijk meubilair, en dergelijke)
- door heemkundekringen bewaarde stoffelijke aspecten van cultuur zoals beeldende kunst, religie, talen, verhalen, legendes, muziek, volksdansen, feesten, verenigingen, rituelen,
- kunstnijverheid, bijvoorbeeld  textielbewerking en overgeleverde patronen en schema's in de decoratieve kunst (weefkunst, keramiek of houtbewerking),
- delen van het industrieel erfgoed, zoals werktuigen,
- levend erfgoed.

## Nederland
Het overheidsorgaan in Nederland dat zich bezighoudt met (roerend) erfgoed is de Rijksdienst voor het Cultureel Erfgoed. Voorheen was dit het Instituut Collectie Nederland.
Met musea, universiteiten en archieven heeft de Rijksdienst een onderzoeksagenda roerend erfgoed opgesteld, met als kernthema Van waarde voor waarde. Dit onderzoek dat in 2012 werd afgesloten, leidde tot verschillende methoden en inzichten. Zo kwam men tot betere criteria waarmee de waarde van een object of een collectie bepaald kan worden. Ook leverde het inzicht op in de manier waarop erfgoed online toegankelijk gemaakt kan worden. Tevens werd duidelijk hoe verhalen uit het verleden beter gekoppeld kunnen worden aan materiële objecten. Tegelijk ontstond een beter overzicht van de samenstelling, het gebruik en het beleid van museumcollecties. Ten slotte leverde het een methode op voor erfgoedbeheerders om risico’s bij het beheer te beoordelen en te hanteren. De resultaten van dit onderzoek zijn in 2014 gepubliceerd onder de noemer 'Kennis voor collecties'.

## België

### Vlaanderen
De Vlaamse overheid investeert in een aanpak van het roerend erfgoed door het afsluiten van een "erfgoedconvenant" met een plaatselijke partner, meestal een erfgoedcel. Door het convenant worden subsidies verstrekt in ruil voor een minimum aan kwaliteit. Ook het ontsluiten (beschikbaar stellen voor een breder publiek) van het roerend erfgoed door tentoonstellingen, publicaties, randactiviteiten e.d. is een voorwaarde voor het afsluiten van een convenant.